# 纳劳利
纳劳利（Narauli），是印度北方邦Moradabad县的一个城镇。总人口16682（2001年）。

## 人口
该地2001年总人口16682人，其中男性8879人，女性7803人；0—6岁人口3118人，其中男1601人，女1517人；识字率25.01%，其中男性为30.93%，女性为18.29%。